# Außenpolitik Saudi-Arabiens

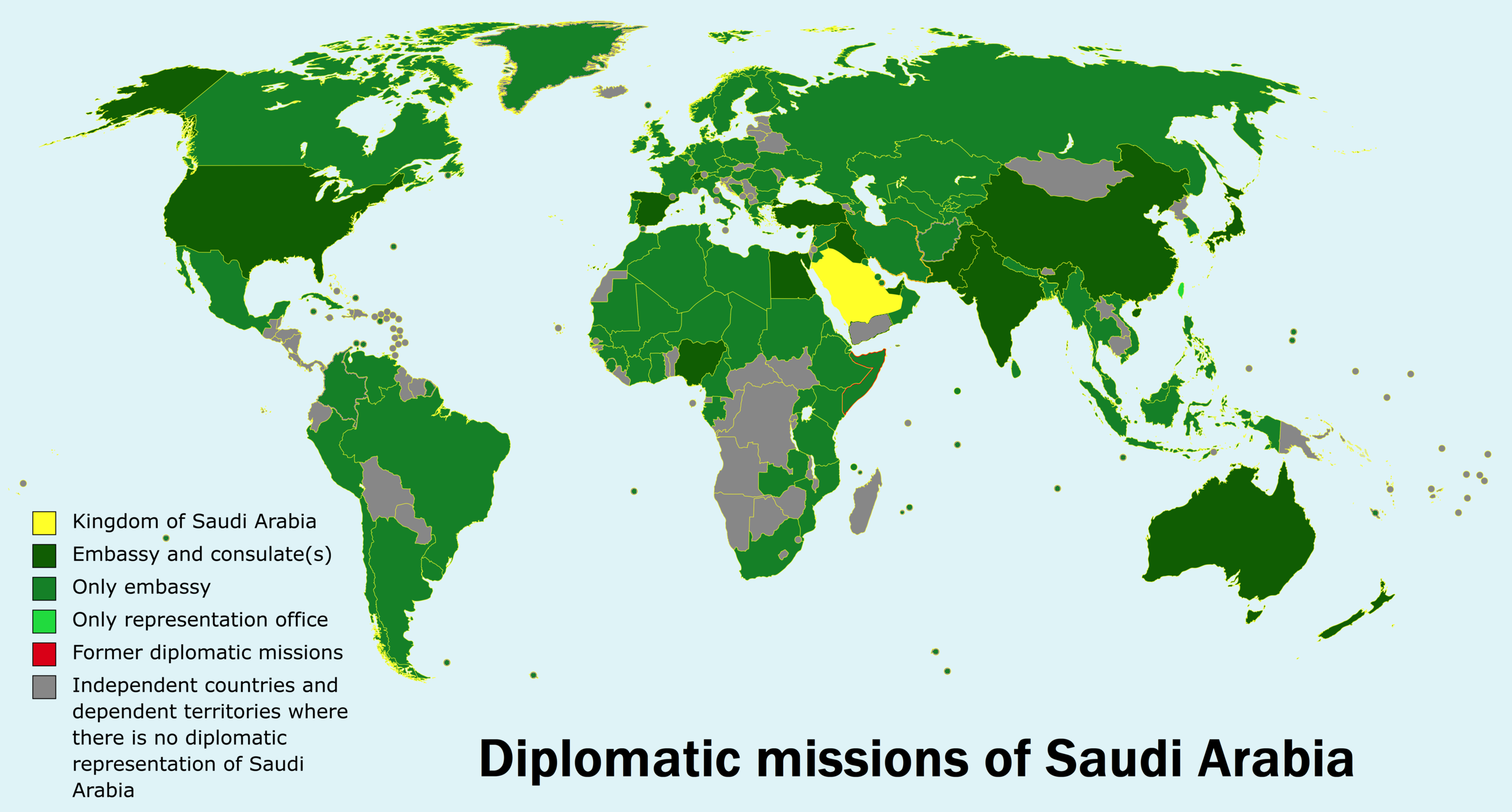
Standorte der diplomatischen Vertretungen Saudi-Arabiens

Die Außenpolitik Saudi-Arabiens ist von der islamisch-wahhabitischen Orientierung des Landes und seiner engen Sicherheitsallianz mit den Vereinigten Staaten geprägt. Bedeutung in der internationalen Politik hat das Land vorwiegend durch seine globale Bedeutung als Erdöllieferant und seine führende Rolle in der Organisation erdölexportierender Länder (OPEC). Das Land spielt auch eine wichtige Rolle innerhalb der Arabischen Liga und der Organisation für Islamische Zusammenarbeit (OIC). Innerhalb des Großraums Mittlerer Osten konkurriert Saudi-Arabien mit anderen Mächten um Einfluss, insbesondere mit dem schiitischen Iran, dem ärgsten geopolitischen Rivalen der Golfmonarchie. Innerhalb der Staaten des Golf-Kooperationsrats, einer Organisation wohlhabender Monarchien am Persischen Golf, versteht Saudi-Arabien sich als Führungsmacht.
Als Hauptziel der saudischen Außenpolitik gelten die Sicherung der wirtschaftlichen und militärischen Sicherheit des Landes, was auch die Bewahrung der Herrschaft des absolutistisch regierenden Königshauses Al Saud mit einschließt. Eine weitere Priorität ist die Förderung islamischer Werte weltweit, wobei Saudi-Arabien für die Propagierung seiner wahhabitischen Staatsideologie im Ausland Milliarden an US-Dollar ausgegeben hat. Nach dem Arabischen Frühling 2011 und dem Beginn von Mohammed bin Salmans De-facto-Herrschaft ab 2015 hat sich die Außenpolitik des Landes gewandelt. So wurde die vorher bestehende Zurückhaltung aufgegeben und eine deutlich aktivere und aggressivere Außenpolitik betrieben, was in einer Militärintervention im Nachbarland Jemen ab 2015 und der vierjährigen Blockade von Katar von 2017 bis 2021 zum Ausdruck kam. In den Amtszeiten von Barack Obama und später Joe Biden ab 2021 erfolgte zudem eine Distanzierung von der langjährigen Schutzmacht USA. Infolgedessen etablierte Saudi-Arabien engere Beziehungen zu aufstrebenden Mächten wie der Volksrepublik China und Indien.
Von westlichen Staaten wurden Saudi-Arabien wiederholt schwere Menschenrechtsverletzungen bei der Intervention im Jemen und die Förderung des Terrorismus bzw. extremistischer Ideologie vorgeworfen. Nach der Ermordung des saudischen Dissidenten Jamal Khashoggi 2018 im saudi-arabischen Konsulat in Istanbul verabschiedeten verschiedene Staaten Waffenembargos gegen Saudi-Arabien, darunter Finnland, Dänemark und Deutschland.

## Geschichte
Die große geopolitische Bedeutung Saudi-Arabiens geht auf den Fund von Erdöl auf dem Staatsgebiet der Monarchie in den 1930er Jahren zurück. Bei der Entdeckung und späteren Förderung des „schwarzen Goldes“ waren US-amerikanische Ölgesellschaften führend, was dazu führte, dass die Amerikaner die Monarchie während des Zweiten Weltkriegs militärisch schützten. Die enge Sicherheitsallianz beider Staaten für die Nachkriegszeit wurde 1945 bei einem Treffen von Staatsgründer Ibn Saud mit Präsident Franklin D. Roosevelt auf der Quincy im Jahre 1945 vereinbart, wobei eine Sicherheitsgarantie für die Nachkriegszeit im Gegenzug für den Zugriff auf die Ölvorkommen vereinbart wurde. Infolge schützten die Amerikaner die Saudis vor der Sowjetunion und weiteren Bedrohungen, während die Saudis im Gegenzug eine pro-westliche Außenpolitik betrieben. In den 1970er Jahren konnte Saudi-Arabien durch die Gründung der OPEC eine größere Kontrolle über den weltweiten Ölpreis gewinnen, was das Land als Druckmittel nutzen konnte. Es behielt sich eine unabhängige Linie gegenüber dem Westen im Israelisch-palästinensischen Konflikt vor und verabschiedete 1973 gemeinsam mit anderen arabischen Staaten ein Ölembargo gegen den Westen, der zu einer Ölpreiskrise führte.
Der säkulare republikanische und panarabische Nasserismus und Baathismus wurde von den Saudis abgelehnt, was zu angespannten Beziehungen mit Ägypten unter Gamal Abdel Nasser und dem Irak unter Saddam Hussein führte. Zur Absicherung gegen die von revolutionären Bewegungen ausgehende Gefahr wurde 1981 der Golf-Kooperationsrat als eine Allianz der konservativen Golfmonarchien gegründet. Auch die Islamische Revolution im Iran 1979 war eine große Herausforderung, da die Islamische Republik Iran zum Sturz der Saudi-Monarchie aufrief und pro-schiitische Gruppen aufbaute und finanzierte, womit sie die Vorherrschaft der Saudis in der Region infrage stellte. Im selben Jahr wurde die Große Moschee in Mekka von Extremisten besetzt, wobei bis zu 1000 Menschen starben. Die Saudis mussten zur Befreiung der Moschee auf französische Söldner zurückgreifen. Diese Herausforderungen führte zu einer stärkeren Betonung konservativer sunnitisch-islamischer Werte in der Innen- und Außenpolitik.

König Fahd von Saudi-Arabien mit US-Präsident Ronald Reagan und dem Immobilienmagnaten und späteren Präsidenten Donald Trump im Jahr 1985

Saudi-Arabien und seine Ölpolitik waren wichtige Faktoren in den Stellvertreterkriegen des Kalten Krieges vor dem Untergang des Sowjetkommunismus in den späten 1980er und frühen 1990er Jahren. Saudi-Arabien half nicht nur bei der Finanzierung der afghanischen Mudschaheddin, sondern auch bei der Finanzierung nicht-muslimischer Antikommunisten. Es schadete auch der Sowjetunion, indem es die Ölpreise „während der 1980er Jahre stabilisierte, gerade als die Russen verzweifelt Öl verkaufen mussten, um mit den enormen Steigerungen der amerikanischen Militärausgaben Schritt zu halten.“ Im Jahr 1990 waren die Saudis nach der Invasion Kuwaits durch den Irak auf die Unterstützung einer internationalen Staatenkoalition unter Führung der USA angewiesen, um ihr eigenes Staatsgebiet verteidigen zu können. Amerikanische Truppen wurden auf saudischem Staatsgebiet stationiert, was die Konservativen im Land bestürzte und islamischen Extremismus befeuerte.
Nach dem Schlaganfall von König Fahd im Jahr 1995 übernahm Abdullah, der damalige Kronprinz, die Verantwortung für die Außenpolitik. Die Beziehungen zwischen den USA und Saudi-Arabien änderten sich, als Abdullah versuchte, seine Politik von der unpopulären pro-westlichen Politik König Fahds abzugrenzen. Abdullah verfolgte eine von den USA unabhängigere Linie und konzentrierte sich auf die Verbesserung der regionalen Beziehungen, insbesondere zum Iran. Mehrere seit langem bestehende Grenzstreitigkeiten wurden beigelegt und die saudische Grenze zum Jemen erheblich verändert. Der neue Ansatz führte zu zunehmend angespannten Beziehungen zu den USA. Die Beziehungen zu den USA und anderen westlichen Ländern wurden durch die Tatsache, dass Osama bin Laden und 15 der 19 Attentäter vom 11. September saudische Staatsangehörige waren, zusätzlich auf die Probe gestellt. Die Beziehungen zum Westen zu zerstören war auch eines der Motive von Al-Qaida für die Anschläge gewesen. Nach den Anschlägen weigerte sich König Abdullah, die Amerikaner im Irakkrieg öffentlich zu unterstützen, ermögliche ihnen allerdings insgeheim die Nutzung saudischer Luftwaffenstützpunkte.
Im Laufe der 2000er Jahre brachte die Furcht vor der wachsenden Macht des Irans in der Region Amerikaner und Saudis wieder enger zusammen. Während des Arabischen Frühlings gewährte Saudi-Arabien dem langjährigen tunesischen Diktator Zine el-Abidine Ben Ali Asyl im eigenen Land und marschierte in Bahrain ein, um die dortige sunnitische prosaudische Monarchie zu retten. In Syrien unterstützen die Saudis den Aufstand gegen Baschar al-Assad, der als Verbündeter des Irans gilt. Im Verhältnis mit den USA sorgte die Annäherung der Obama-Regierung an den Iran und dessen Atomabkommen mit dem Iran 2015 für Frustrationen in Riad. Als Reaktion rüstete Saudi-Arabien sein Militär auf und intervenierte in den Bürgerkrieg im Jemen. Eine Wiederannäherung an die USA erfolgte schließlich mit dem Amtsantritt von Donald Trump 2017, der Saudi-Arabien neue Waffenlieferungen in Höhe von 350 Milliarden US-Dollar zusagte und das Atomabkommen mit dem Iran aufkündigte. Unter Trumps Nachfolger Joe Biden entfremdete sich Saudi-Arabien erneut von den USA. Nach dem Beginn des russischen Überfalls auf die Ukraine 2022 weigerte sich Saudi-Arabien seine Ölproduktion zu erhöhen, um die Märkte zu stabilisieren, was die USA brüskierte. Stattdessen wurden die Beziehungen zu China und Russland intensiviert.

## Förderung islamischer Werte

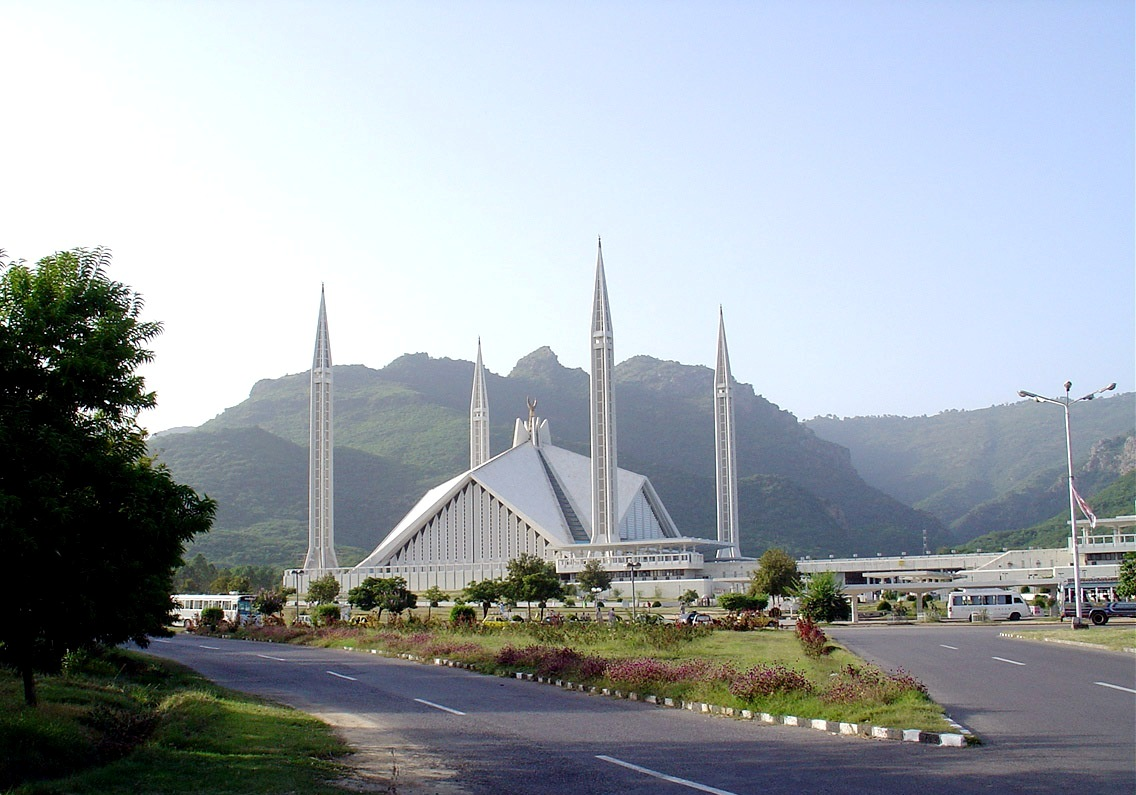
Von Saudi-Arabien finanzierte Faisal-Moschee in Pakistan

Nach Angaben des Frankfurter Forschungszentrum Globaler Islam an der Goethe-Universität Frankfurt ist die wahhabitische Ideologie von Saudi-Arabien weltweit verbreitet worden. Organisationen, die der saudi-arabischen Regierung nahe stehen, wie die Islamische Weltliga (WML) und der Weltverband der muslimischen Jugend, waren aktiv daran beteiligt. Der Wahhabismus ist eine besonders konservative Form des sunnistischen Islams, welcher in Saudi-Arabien in einer engen Beziehung mit dem Königshaus steht. Zwischen Mitte der 1970er Jahre und 2002 hat Saudi-Arabien über 70 Milliarden Dollar für „Entwicklungshilfe“ ausgegeben. Es gibt jedoch Hinweise darauf, dass der größte Teil davon tatsächlich für die Verbreitung und Ausweitung des Einflusses des Wahhabismus auf Kosten anderer Formen des Islam ausgegeben wurde. So finanziert Saudi-Arabien tausende islamische Zentren, Moscheen und Religionsschulen im Ausland. Auch durch die zahlreichen Gastarbeiter in Saudi-Arabien, die später wieder in ihre Heimatländer zurückgekehrt sind, hat der saudische Islam an Einfluss gewinnen können. Er hat so in verschiedenen Gebieten der islamischen Welt lokale Glaubensformen der Region verdrängen und schwächen können und den religiösen Konservatismus (Salafismus) gestärkt. Zahlreiche von der saudischen Regierung geförderte Projekte wurden auch in nicht-muslimischen Ländern in Europa, Nord- und Südamerika, Afrika, Australien und Asien durchgeführt. So hat das Haus Saud in Europa über 1300 Moscheen eingeweiht. Das Land hat auch gezielt den politischen Islam gefördert, so z. B. die Mudschahid in Afghanistan oder die Muslimbrüder in Ägypten, um dort ein Gegengewicht zum Nasserismus aufzubauen. Später wendeten die Saudis sich allerdings von den Muslimbrüdern ab, als diese soziale Reformen in der arabischen Welt forderten.
Unter Kronprinz Mohammed bin Salman wurde 2017 eine Rückkehr zum „moderaten Islam“ verkündet. Der Einfluss des Wahhabismus wurde infolgedessen eingeschränkt und die Betonung der nationalen Identität und Interessen verstärkt.

## Lobbying und PR-Kampagnen
Die Regierung setzt PR-Zahlungen gezielt ein, um seine außenpolitischen Interessen zu verfolgen. So soll sich der Golfstaat mir einer „Werbekampagne“ einen Sitz im UN-Menschenrechtsrat erkauft haben und dafür 100.000 US-Dollar ausgegeben haben. Für positive Berichterstattung sollen in verschiedenen Ländern Gelder an Journalisten geflossen sein. Das Vereinigte Königreich und die Vereinigten Staaten sind zu einem wichtigen Zentrum für Öffentlichkeitsarbeit zur Verbesserung des öffentlichen Images des saudischen Regimes geworden. Eine Leiterin des Programms für den Nahen Osten und Nordafrika bei Chatham House sagte, dass Saudi-Arabien seit 2016 eine „weitreichende PR-Kampagne mit Schwerpunkt auf Großbritannien und die USA“ durchgeführt habe, die englischsprachige Inhalte für ein britisches Publikum umfasse. Diese PR stand im Zusammenhang mit der Unterstützung von Theresa May bei Waffenverkäufen an die Saudis während des Krieges im Jemen. Im Vereinigten Königreich wurde Mohammed bin Salman in den Medien als reformfreudiger Prinz dargestellt, und große Zeitungen warben in Anzeigen für Bin Salmans „Reformagenda“. Um das Image des Landes zu verbessern, wurden verschiedene PR-Agenturen angeheuert. Auch an Think Tanks wie den Atlantic Council oder das Center for Strategic and International Studies wurden Gelder gezahlt. Im ersten Jahrzehnt des 21. Jahrhunderts zahlten die Saudis rund 100 Millionen Dollar an amerikanische Firmen, um bei der amerikanischen Regierung Lobbyarbeit zu betreiben. So erhielten u. a. die Lobbyunternehmen von John Podesta und Madeleine Albright Gelder aus Saudi-Arabien.

## Beziehungen zu Staaten in Asien

### Arabische Halbinsel

Mitglieder des Golf-Kooperationsrats

Zwischen den Monarchien der arabischen Halbinsel (Bahrain, Katar, Kuwait, Oman, Saudi-Arabien und Vereinigte Arabische Emirate) bestehen enge wirtschaftliche und politische Beziehungen. Die Golfstaaten verfolgen gemeinsam eine pro-westliche und islamisch-konservative Außenpolitik. Es bestehen auch zahlreiche kulturelle, sprachliche und wirtschaftliche Gemeinsamkeiten zwischen ihnen und im Rahmen des Golf-Kooperationsrats haben sie eine vertiefte Integration vereinbart. Der offensive Führungsanspruch hat allerdings auch zu Konflikten zwischen ihnen geführt. Die Vereinigten Arabischen Emirate verfolgen ebenfalls eine ambitionierte Außenpolitik und konkurrieren mit den Saudis um die regionale Führungsrolle und den Status als dominantes Wirtschaftszentrum der Golfregion, obwohl beide Länder eng verbunden sind. Dies gilt ebenfalls für Katar, dessen Unterstützung für die Muslimbrüder den Saudis missfiel, was zu einem Boykott des Landes durch Saudi-Arabien und weitere Golfstaaten ab 2017 führte, mit der Begründung Katar würde „Extremisten unterstützen“. Der Streit konnte 2021 beigelegt werden und die Blockade wurde beendet.

#### Jemen
Die Beziehungen von Saudi-Arabien zum Jemen unterscheiden sich erheblich von denen mit den anderen Staaten der arabischen Halbinseln. Da der Jemen nur über unzureichende eigene Ölvorkommen verfügt, ist er eines der ärmsten Länder der Welt, während die anderen Länder auf der Halbinsel zu den reichsten gehören. Der Sturz der Monarchie im Jemen und die Intervention Saudi-Arabiens im Nordjemenitischen Bürgerkrieg in den 1960ern auf Seite der Royalisten verhinderte vertrauensvolle Beziehungen mit dem 1990 vereinigten Jemen. Sowohl der Nord- als auch der Südjemen suchten ausländische Schutzherren, darunter Saddams Irak, um ein Gegengewicht gegenüber dem saudischen Einfluss herzustellen. Nach der Vereinigung beider Landesteile weigerte sich der Jemen, auf der Seite der Saudis in den Zweiten Golfkrieg gegen den Irak einzutreten. 2000 wurde die Grenze zwischen den Staaten durch ein Abkommen festgelegt, was die Beziehungen verbesserte und 2003 begann Saudi-Arabien mit der Errichtung einer Sperranlage an der Grenze zum Land. Nach dem Beginn eines erneuten Bürgerkriegs im Jemen begann Saudi-Arabien 2015 militärisch direkt zu intervenieren, um die Regierung des Jemen gegen die Houthi-Rebellen zu unterstützen. Die Intervention verschärfte die humanitäre Krise im Jemen, konnte die dem Iran nahestehenden Houthis im Nordjemen allerdings nicht besiegen, weshalb die Saudis 2022 begannen, Friedensverhandlungen zu unterstützen.

### Syrien
Saudi-Arabien und Syrien waren in den 1950er und 1960er Jahren Rivalen, was vor allem auf die Politik des ägyptischen Führers Gamal Nasser und den Kalten Krieg zurückzuführen war. Syrien unterstützte Nassers Politik und war der wichtigste arabische Verbündete der UdSSR. 1958 soll König ibn Saud Abdel Hamid al-Sarraj, dem damaligen Chef des syrischen Geheimdienstes und späteren Vizepräsidenten der Vereinigten Arabischen Republik, ein Bestechungsgeld von 1,9 Millionen Pfund für die Ermordung Nassers angeboten haben. Nach der Machtübernahme von Hafiz al-Assad verbesserten sich die Beziehungen zuerst, bevor die Unterstützung Syriens für den Iran während des Iranisch-irakischen Kriegs in den 1980ern diese wieder verschlechterten. Nach dem Beginn des syrischen Bürgerkriegs belieferten die Saudis die syrische Opposition mit Waffen und forderten Diktator Baschar al-Assad zum Rücktritt auf, welcher sich allerdings mit iranischer und russischer Unterstützung im Amt halten konnte. 2023 normalisierte Saudi-Arabien schließlich wieder die ab 2011 unterbrochenen diplomatischen Beziehungen zu Syrien.

### Türkei
Im 19. Jahrhundert gerieten die Osmanen in einen schweren Konflikt mit dem Haus Saud und dem ersten saudischen Staat, der in den Osmanisch-Saudischen Krieg mündete. Der Krieg wird in Saudi-Arabien als der erste Versuch angesehen, einen unabhängigen Staat zu gründen, während er in der Türkei oft als Krieg gegen die salafistische Bewegung betrachtet wird. Die osmanischen Herrscher reagierten mit brutalen militärischen Vergeltungen, die die Zerstörung des ersten saudischen Staates und die Hinrichtung vieler religiöser Führer der Saudis zur Folge hatte. Aus diesem Grund bestehen anhaltende Animositäten zwischen beiden Seiten, die sich in den jüngsten revisionistischen Kampagnen in beiden Ländern widerspiegeln. Nach dem Ende des Osmanischen Reiches betrieben beide Länder eine prowestliche Politik, wobei die Saudis allerdings bemüht waren, sich vom republikanischen säkulären Staatsmodell der Türkei abzugrenzen. Als der Arabische Frühling ausbrach, verbündeten sich die Türkei und Saudi-Arabien zunächst vor allem wegen des syrischen Bürgerkriegs, da Ankara und Riad beide offen gegen Baschar al-Assad opponierten, allerdings kam es später zu Streitigkeiten hinsichtlich der Muslimbrüder in Ägypten. Eine weitere Belastungsprobe stellte die Ermordung von Jamal Khashoggi auf türkischem Boden im Jahre 2018 dar.

### Irak
Der Irak und Saudi-Arabien sind Nachbarländer und beide Staaten verbindet eine belastete Vergangenheit. Unter Saddam Hussein waren die Beziehungen anfangs auskömmlich, insbesondere nach dem Beginn des iranisch-irakischen Kriegs im Jahr 1980, in dem die Saudis die Iraker unterstützten. Diese Beziehungen wurden bald durch den Zweiten Golfkrieg unterbrochen, als Saddams Irak in Kuwait einmarschierte und auch saudisches Gebiet angriff, was zu internationalen Sanktionen gegen den Irak und zu einer erheblichen Verschlechterung der irakisch-saudischen Beziehungen führte. Im Jahr 1990 wurden die Landgrenzen zwischen den beiden Ländern aufgrund der irakischen Invasion in Kuwait geschlossen. Nach dem Sturz Saddams 2003 war Saudi-Arabien durch den steigenden Einfluss des Irans im Irak besorgt und weigerte sich, die neue Regierung zu unterstützen. Nach 25 Jahren Unterbrechung wurde die saudische Botschaft in Bagdad schließlich 2015 wiedereröffnet und 2017 wurde auch die Grenze wieder geöffnet. Mithilfe von Wirtschaftshilfe und der Beeinflussung der sunnitischen Bevölkerungsminderheit des Iraks versucht Saudi-Arabien seitdem, mit dem Iran um Einfluss zu konkurrieren. Um nicht zwischen die Fronten zu geraten, bemühten sich die meisten irakischen Regierungen um eine neutrale Position.

### Iran

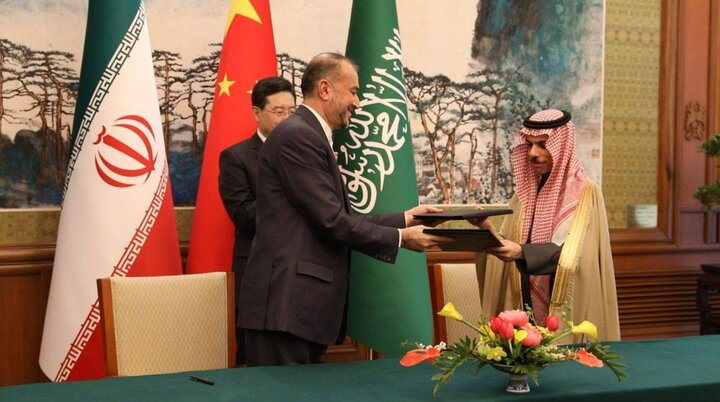
Unterzeichnung des Abkommens zur Normalisierung der Beziehungen (2023)

Die Beziehungen zwischen dem Iran und Saudi-Arabien sind von einer strategischen Rivalität um die regionale Vorherrschaft im Nahen und Mittleren Osten geprägt. Waren die Beziehungen unter Mohammad Reza Pahlavi noch teilweise kooperativ, sind beide Länder seit der islamischen Revolution ärgste Gegner geworden und haben sich seitdem verschiedene Stellvertreterkriege geliefert, so im Libanon, in Syrien, im Irak und im Jemen, wobei beide Seiten jeweils unterschiedliche bewaffnete Gruppen unterstützten. Ein wichtiger Aspekt ist dabei der Gegensatz zwischen sunnitischem und zwölfer-schiitischem Islam, was dem Konflikt eine religiös-ideologische Komponente verleiht. Daneben konkurrieren beide Länder auch um Marktanteile auf den globalen Ölmärkten. Ein weiterer Streitpunkt ist der Name des Persischen bzw. Arabischen Golfs.
Das iranische Atomprogramm sieht Saudi-Arabien als hauptsächliche Bedrohung seiner Sicherheit an. 2010 enthüllten durchgesickerte diplomatische Dokumente, dass König Abdullah die USA aufgefordert hatte, den Iran anzugreifen, um „den Kopf der Schlange abzuschlagen“. Auch finanziert Saudi-Arabien Propaganda gegen den Iran. Beide Länder haben sich seitdem regelmäßig bedroht.
Nach der Hinrichtung des schiitischen Geistlichen Nimr Bāqir al-Nimrs durch Saudi-Arabien im Rahmen einer Massenhinrichtung von 47 Personen am 2. Januar 2016 verschlechterten sich die diplomatischen Beziehungen zwischen den beiden Ländern und die saudische Botschaft in Teheran wurde von wütenden Demonstranten in Brand gesetzt. Der Oberste Führer Irans, Ali Chamene’i, drohte der saudi-arabischen Führung für „das zu Unrecht vergossene Blut dieses Märtyrers“ mit Konsequenzen und „der Rache Gottes“. Wegen des Streits brach Saudi-Arabien bald darauf die diplomatischen Beziehungen zum Iran ab.
Im März 2023 nahmen beide Staaten in einem von der Volksrepublik China vermittelten Abkommen ihre diplomatischen Beziehungen wieder auf.

### Israel/Palästina
Saudi-Arabien war ein Gegner des UN-Teilungsplan für Palästina und der Staatsgründung Israels, versuchte sich aufgrund seiner engen Beziehungen zu den USA aber infolge aus einer direkten Beteiligung am Israelisch-arabischen Konflikt herauszuhalten und schickte kaum eigene Truppen in den Kampf gegen Israel. In den 1980er Jahren wurde von König Fahd ein Friedensplan für den Nahen Osten ausgearbeitet, der später von der Arabischen Liga angenommen wurde. Bis heute macht Saudi-Arabien einen eigenständigen Staat Palästina zur Bedingung für die Aufnahme diplomatischer Beziehungen zu Israel. De-facto bestehen aber Kontakte zu Israel, da beide Staaten den Iran als ihren ärgsten Rivalen ansehen. Diese versteckte Allianz schließt auch den Austausch von Spionagetechnologie und geheimdienstlichen Informationen mit ein. 2023 standen Verhandlungen zwischen Saudi-Arabien und Israel über die Aufnahme offizieller diplomatischer Beziehungen laut Benjamin Netanjahu kurz vor dem Durchbruch. Mit dem Beginn des Terrorangriffs der Hamas auf Israel 2023 und der folgenden israelischen Blockade und Bombardierung des Gazastreifens wurden die Gespräche zurückgeworfen.
Saudi-Arabien erkennt den Staat Palästina diplomatisch an. Die Beziehungen zur Fatah sind gut, die Hamas werden von den Saudis aufgrund ihrer engen Beziehungen zum Iran allerdings als Feinde angesehen.

### Indien

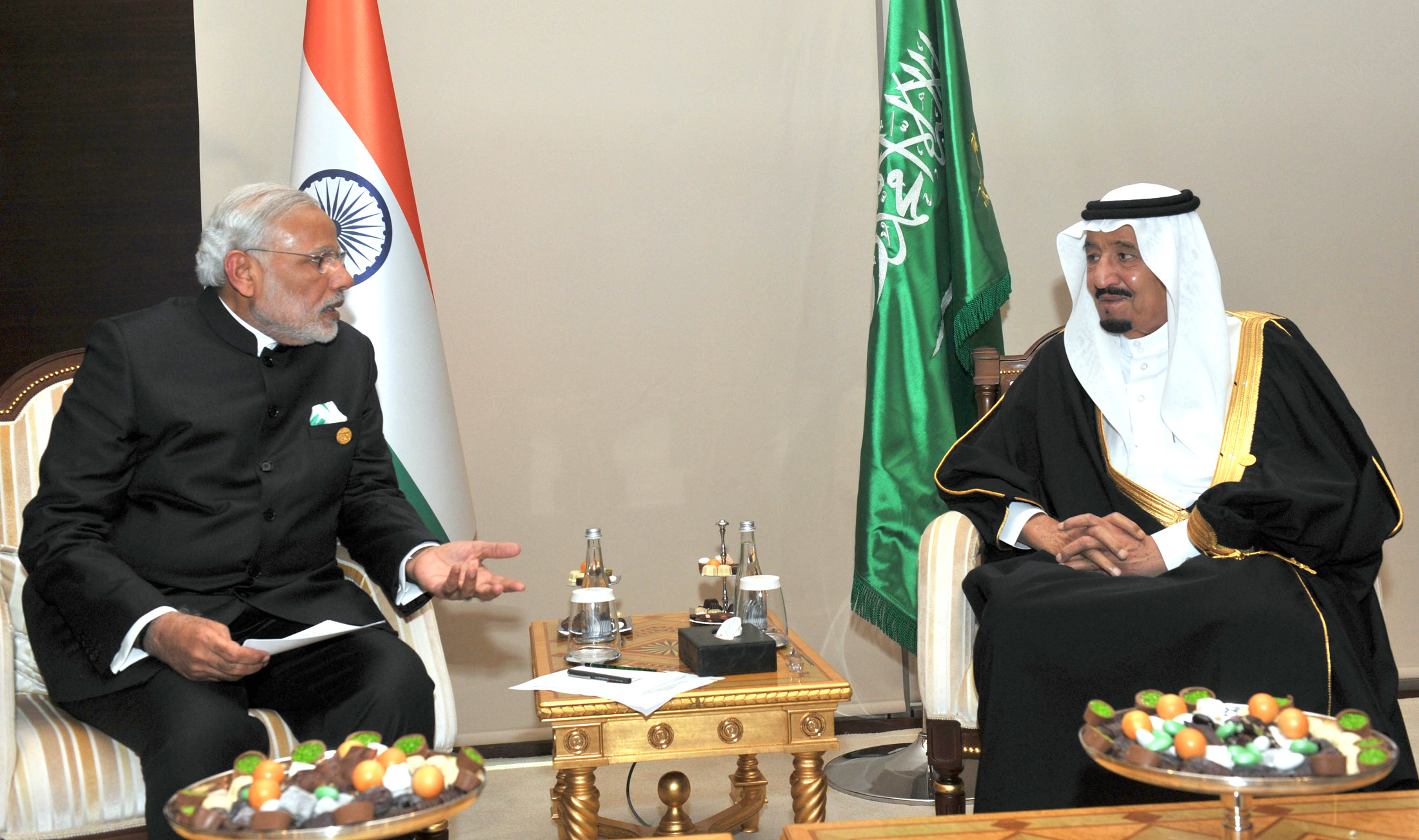
Narendra Modi und Salman (2015)

Die formellen diplomatischen Beziehungen zwischen dem heutigen Indien und Saudi-Arabien wurden kurz nach der Unabhängigkeit Indiens im Jahr 1947 aufgenommen. Die engen militärischen und strategischen Beziehungen Saudi-Arabiens zu Pakistan waren allerdings danach eine Quelle anhaltender Spannungen. Saudi-Arabien unterstützte Pakistans im Kaschmirkonflikt und während des indisch-pakistanischen Krieges von 1971, was auf Kosten seiner Beziehungen zu Indien ging. Die engen Beziehungen der Sowjetunion zu Indien wirkten sich ebenfalls negativ auf die indisch-saudischen Beziehungen aus. Während des Zweiten Golfkriegs (1990–91) blieb Indien neutral. In jüngerer Zeit haben Indien und Saudi-Arabien allerdings engere Beziehungen etabliert und Saudi-Arabien wurde zu einem der wichtigsten Öllieferanten für Indien. Es arbeiten auch zahlreiche Gastarbeiter aus Indien in Saudi-Arabien und hunderttausende indische Muslime pilgern jährlich nach Saudi-Arabien.

### Pakistan
Die bilateralen Beziehungen zwischen der Islamischen Republik Pakistan und dem Königreich Saudi-Arabien sind weitgehend freundschaftlich. Pakistan wird als der engste nicht-arabische Verbündete Saudi-Arabiens bezeichnet. Saudi-Arabien unterstützte Pakistan in seinen Konflikten mit Indien um die Region Kaschmir. Saudi-Arabien unterstützte Pakistan und wandte sich gegen die Forderung nach der Unabhängigkeit von Bangladesch im Bangladesch-Krieg. Saudi-Arabien sah die bengalischen Nationalisten als Gegner eines muslimischen Staates und damit als Gegner des Islam. Saudi-Arabien leistete während des Konflikts umfangreiche finanzielle und politische Unterstützung für Pakistan. Nach der Abspaltung von Bangladesch blieb Saudi-Arabien ein enger Verbündeter Pakistans und finanzierte Netzwerke und Fraktionen in der pakistanischen Politik mit seinen Ölgeldern, was dem Land großen Einfluss in der pakistanischen Innenpolitik verschafft. In seinem Militär beschäftigte Saudi-Arabien auch pakistanische Söldner und zahlreiche Migranten aus Pakistan leben im Land. Der kulturelle und politische Einfluss der Saudis zeigt sich auch an der Benennung der pakistanischen Stadt Faisalabad nach dem saudischen König Faisal oder dem Bau der Faisal-Moschee in Islamabad. 2013 hatten 95 % der pakistanischen Bevölkerung laut einer Meinungsumfrage des Pew Research Center ein positives Bild von Saudi-Arabien, nirgends sonst genoss Saudi-Arabien ein so positives Image.

### Volksrepublik China
Aufgrund seiner antikommunistischen Ausrichtung erkannte Saudi-Arabien lange die Republik China als legitimen Vertreter Gesamtchinas an. Die Volksrepublik China und Saudi-Arabien nahmen schließlich am 21. Juli 1990 offizielle diplomatische Beziehungen auf. Die diplomatischen und wirtschaftlichen Beziehungen zwischen China und Saudi-Arabien wurden in den 2000er Jahren enger. Im Januar 2006 war König Abdullah das erste saudische Staatsoberhaupt, das China besuchte. Der chinesische Präsident Hu Jintao erwiderte seinen Besuch im April desselben Jahres. Für Saudi-Arabien ist China zum wichtigsten Handelspartner aufgestiegen und 2019 war Saudi-Arabien für die Chinesen der wichtigste Erdöllieferant. Saudi-Arabien ist auch der chinesischen Belt and Road Initiative beigetreten und beide Länder sind zunehmend auch enge strategische und politische Partner. Saudi-Arabien hat den chinesischen Staatschef Xi Jinping im Dezember 2022 zu einer Reihe von Gipfeltreffen empfangen, um ein „umfassendes strategisches Partnerschaftsabkommen“ zu unterzeichnen, das die chinesisch-saudischen Beziehungen aufwerteten.
Im Februar 2019 verteidigte Saudi-Arabiens Kronprinz Mohammad bin Salman die Umerziehungslager für Muslime in Xinjiang mit den Worten: „China hat das Recht, im Interesse seiner nationalen Sicherheit Anti-Terror-Maßnahmen durchzuführen.“

## Beziehungen zu Staaten in Afrika

### Ägypten

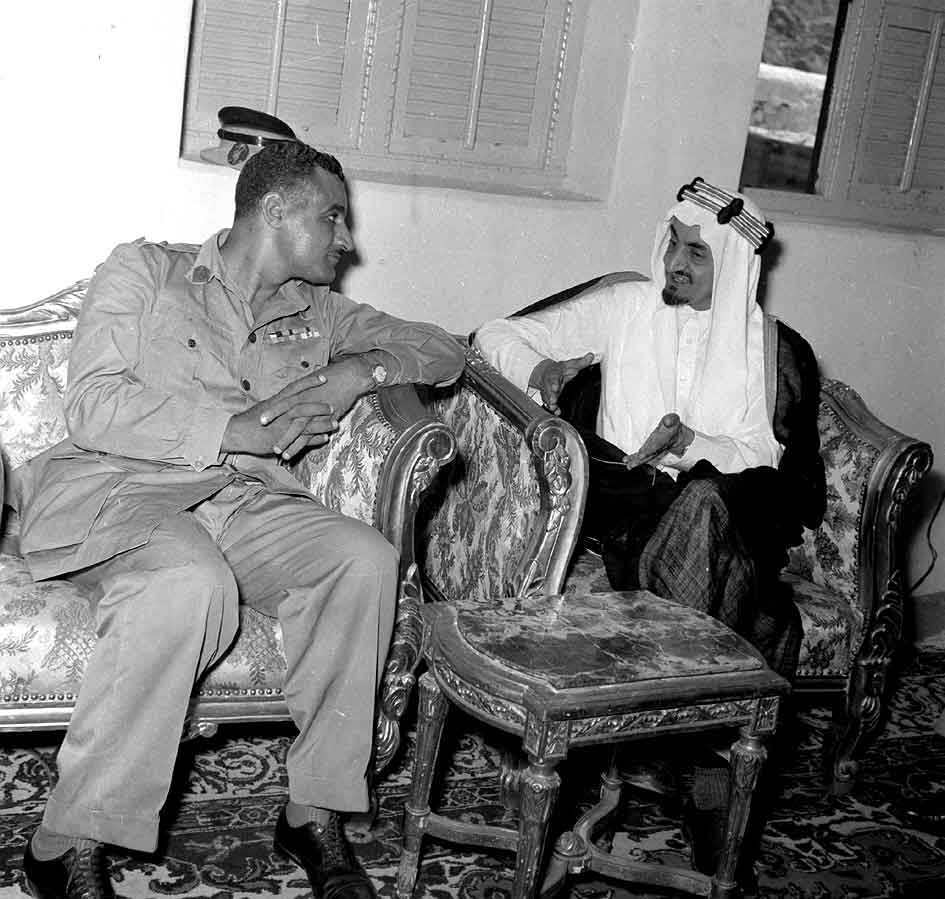
Gamal Abdel Nasser in Saudi-Arabien (1954)

Nach der Ägyptischen Revolution von 1952 waren die Beziehungen zu Ägypten anfänglich noch gut, da beide Länder gegen das Königreich Irak waren. Unter Gamal Abdel Nasser taten sich allerdings deutliche Differenzen auf, als Ägypten den Führungsanspruch der Saudis in der arabischen Welt deutlich herausforderte. Der Nasserismus trat für Säkularismus und Republikanismus ein, während die Saudis hingegen starke Befürworter der absoluten Monarchie und der islamistischen Theokratie waren. Deshalb sollen die Saudis sogar versucht haben, Nasser ermorden zu lassen. Die Beziehungen zwischen Ägypten und Saudi-Arabien verbesserten sich während der Regierungszeit Sadats beträchtlich, wobei die Saudis eine Schlüsselrolle dabei spielten, Sadat davon zu überzeugen, die Ausweisung von 20.000 Beratern der sowjetischen Streitkräfte aus Ägypten im Jahr 1972 zu vollziehen. Saudi-Arabien setzte jedoch zusammen mit den übrigen Ländern der Arabischen Liga die diplomatischen Beziehungen zu Ägypten aus Protest gegen den ägyptisch-israelischen Friedensvertrag 1979 aus, nachdem die Minister der Arabischen Liga in Bagdad zu einem wirtschaftlichen und diplomatischen Boykott gegen Ägypten aufgerufen hatten. Die diplomatischen Beziehungen wurden 1987 unter Husni Mubarak wieder aufgenommen.
Im Arabischen Frühling 2011 unterstützte Saudi-Arabien die Mubarak-Regierung. Nach der folgenden Machtübernahme der Muslimbrüder unter Präsident Mohammed Mursi nach freien Wahlen verschlechterten sich die Beziehungen deutlich. Nach dem Militärputsch in Ägypten 2013 wurden die Saudis zu den größten finanziellen Unterstützern der neuen Militärdiktatur von Abd al-Fattah as-Sisi. Im April 2016 stattete König Salman von Saudi-Arabien Ägypten einen fünftägigen Besuch ab, in dessen Verlauf die beiden Länder Wirtschaftsabkommen im Wert von rund 25 Mrd. US-Dollar unterzeichneten und auch die „Rückgabe“ von Tiran und Sanafir, zwei von Ägypten verwalteten Inseln im Golf von Akaba, an Saudi-Arabien vereinbarten, was für zahlreiche negative Reaktionen in Ägypten sorgte.

### Restliches Afrika
Saudi-Arabien hat seine Beziehungen zu zahlreichen Staaten in Afrika intensiviert. Besonders die Region um das Rote Meer und das Horn von Afrika ist für die Saudis von großer strategischer Bedeutung. Hier führen die Vereinigten Arabischen Emirate bereits Infrastrukturprojekte im großen Stil durch. Der erste Afrika-Saudi-Arabien-Gipfel fand im November 2023 statt. Saudi-Arabien kündigte dabei Investitionen in Höhe von 25 Milliarden US-Dollar bis 2030 und die Eröffnung von 13 neuen Botschaften auf dem afrikanischen Kontinent an. Saudi-Arabien konkurriert hier mit einer Reihe von Mittelmächten aus der Region wie den Vereinigten Arabischen Emiraten oder der Türkei, welche ihr Engagement in Afrika verstärkt haben.

## Beziehungen zu anderen Staaten

### Vereinigte Staaten

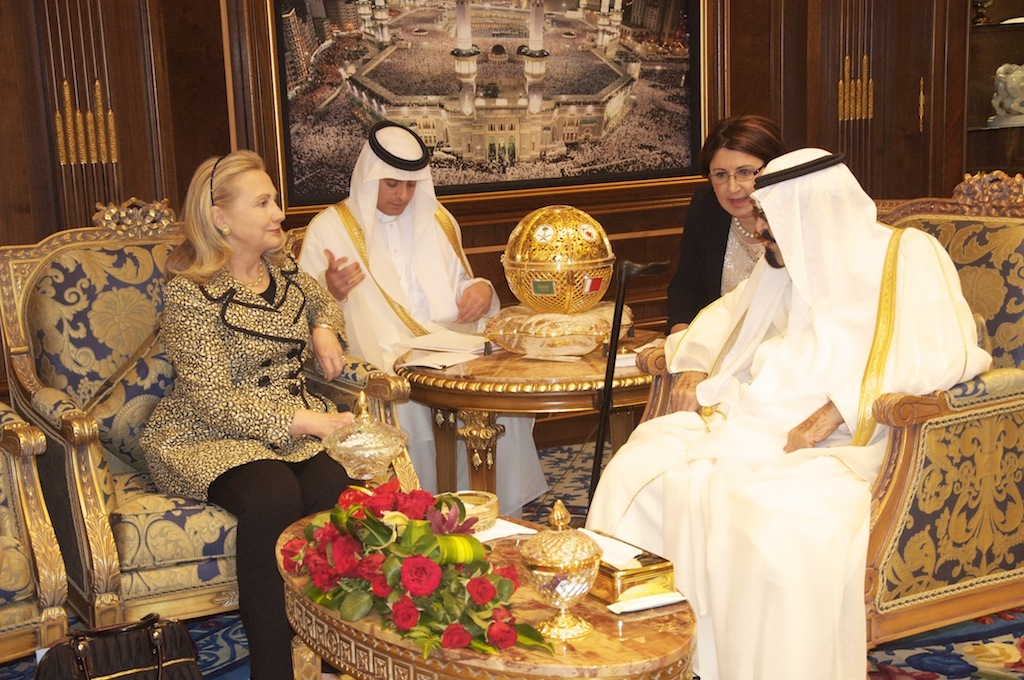
Hillary Clinton mit König Abdullah (2012)

Die Vereinigten Staaten sind der engste Verbündete und die Schutzmacht Saudi-Arabiens. Die bilateralen Beziehungen zwischen Saudi-Arabien und den Vereinigten Staaten begannen 1933, als volle diplomatische Beziehungen aufgenommen wurden, und wurden 1951 durch das Abkommen über gegenseitige Verteidigungshilfe formalisiert. Während des gesamten Kalten Krieges waren beide Länder Verbündete und die Saudis folgten in den meisten Fällen der amerikanischen Linie. Nach der sowjetischen Invasion in Afghanistan im Jahr 1979 vertiefte sich das Bündnis zwischen Saudi-Arabien und den Vereinigten Staaten, da beide Länder in den 1980er Jahren gemeinsam den afghanischen Widerstand unterstützten. Der Höhepunkt der Beziehungen zwischen den beiden Regierungen war der Zweite Golfkrieg (1990–1991), als eine internationale Koalition unter Führung der Vereinigten Staaten und Saudi-Arabiens eine militärische Kampagne als Antwort auf die irakische Invasion in Kuwait führte.
Ein bedeutender Aspekt der bilateralen Beziehungen ist das Petrodollar-System, bei dem die Saudis ihre Erdölgeschäfte in US-Dollar abwickeln und einen großen Teil ihrer finanziellen Überschüsse in US-Staatsanleihen und Wertpapiere investieren. Die saudischen Streitkräfte werden im Wesentlichen von US-Unternehmen ausgerüstet, welche an Saudi-Arabien militärisches Gerät im Wert von hunderten Milliarden an US-Dollar verkauft haben.
Diese engen Beziehungen zum absolutistischen Saudi-Arabien sorgten allerdings immer wieder für Kritik in der amerikanischen Öffentlichkeit, besonders nach den Terroranschlägen von 2001. In der Amtszeit von Barack Obama ab 2009 verschlechterten sich die bilateralen Beziehungen erheblich aufgrund der Kritik der Obama-Regierung an der Menschenrechtssituation in Saudi-Arabien und Meinungsverschiedenheiten hinsichtlich der regionalen Sicherheitspolitik. Unter Joe Biden erreichten sie ab 2021 einen neuen Tiefpunkt, als die Saudis begannen sich zunehmend neuen Partnern zuzuwenden.

### Vereinigtes Königreich

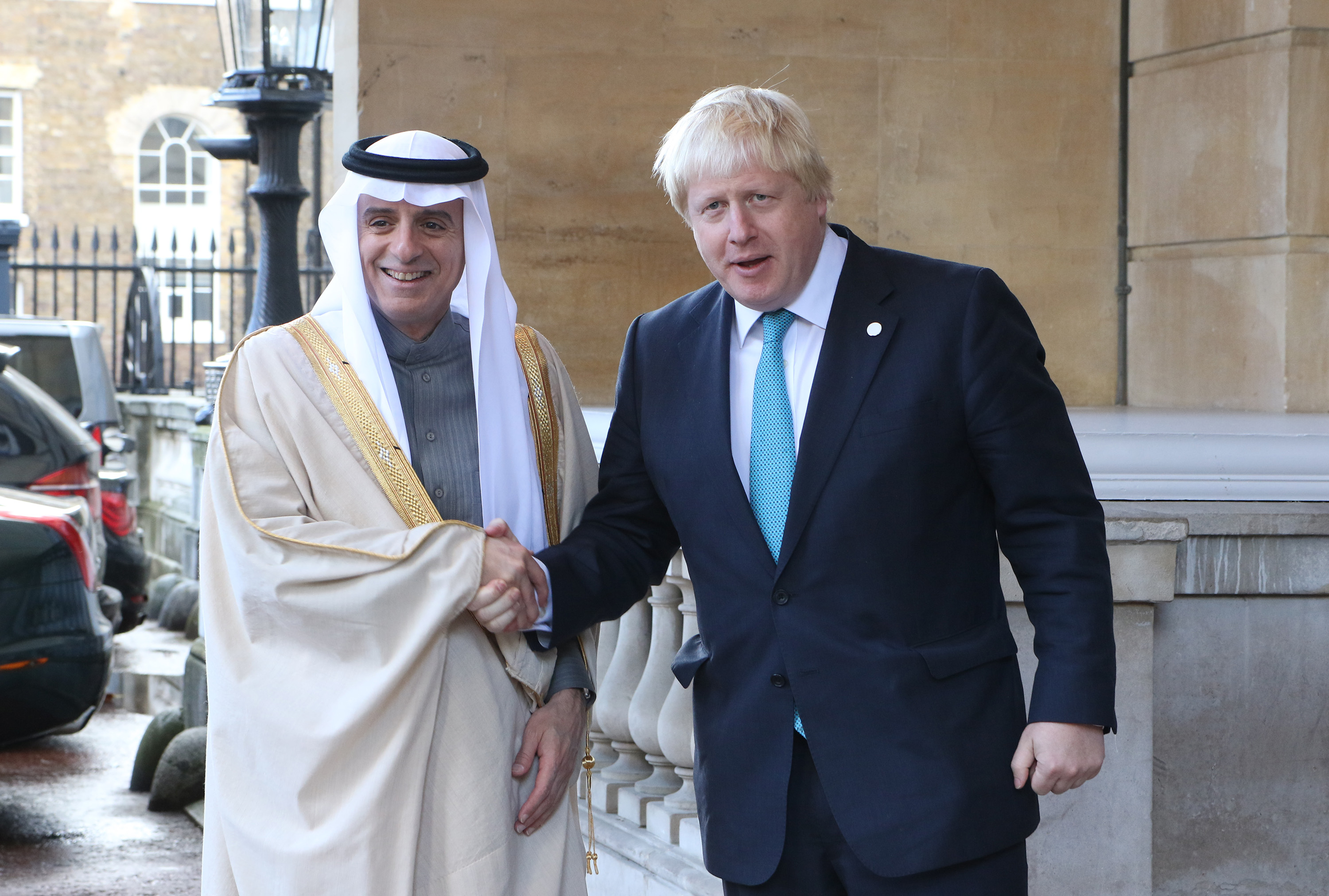
Adel al-Dschubeir und Boris Johnson (2016)

Die Allianz der Briten mit den Saudis geht auf das frühe 20. Jahrhundert zurück, als beide sich gegen die Osmanen verbündeten. Während des Ersten Weltkriegs unterzeichnete Ibn Saud 1915 den Vertrag von Darin mit der britischen Regierung und akzeptierte damit den Status eines britischen Protektorats. Das Vereinigte Königreich gehörte zu den ersten Staaten, die das Land 1926 diplomatisch anerkannten und eine diplomatische Delegation nach Saudi-Arabien entsendeten. Nach dem Zweiten Weltkrieg blieben beide Länder Verbündete und die britische Rüstungsindustrie machte gute Geschäfte mit Saudi-Arabien. 1985 handelten die britische Premierministerin Margaret Thatcher und Bandar bin Sultan Al Saud, der Sohn des saudischen Verteidigungsministers, das Al-Yamamah-Waffengeschäft für das britische Rüstungsunternehmen British Aerospace (heute privatisiert und bekannt als BAE Systems) aus. Mike Turner, der damalige Vorstandsvorsitzende von BAE Systems, erklärte im August 2005, dass BAE und sein Vorgängerunternehmen in zwanzig Jahren 43 Milliarden Pfund mit den Verträgen verdient hätten und weitere 40 Milliarden Pfund verdienen können. Bei dem Deal soll es zu Unregelmäßigkeiten und Bestechung gekommen sein. Eine Untersuchung des britischen Serious Fraud Office zu diesem Geschäft wurde auf politischen Druck der saudischen und britischen Regierung hin eingestellt, welche das „nationale Interesse“ als Begründung dafür angab. Auch die Kriegsführung der Saudis im Jemen wurde von den britischen Unternehmen unterstützt, was zu einer Untersuchung des Parlaments über die Legalität der Waffenverkäufe an Saudi-Arabien führte. Im Dezember 2016 ergaben Recherchen der britischen Regierung, dass von der Saudi-geführten Koalition im Jemen Streubomben aus britischer Produktion eingesetzt wurden.

### Russland

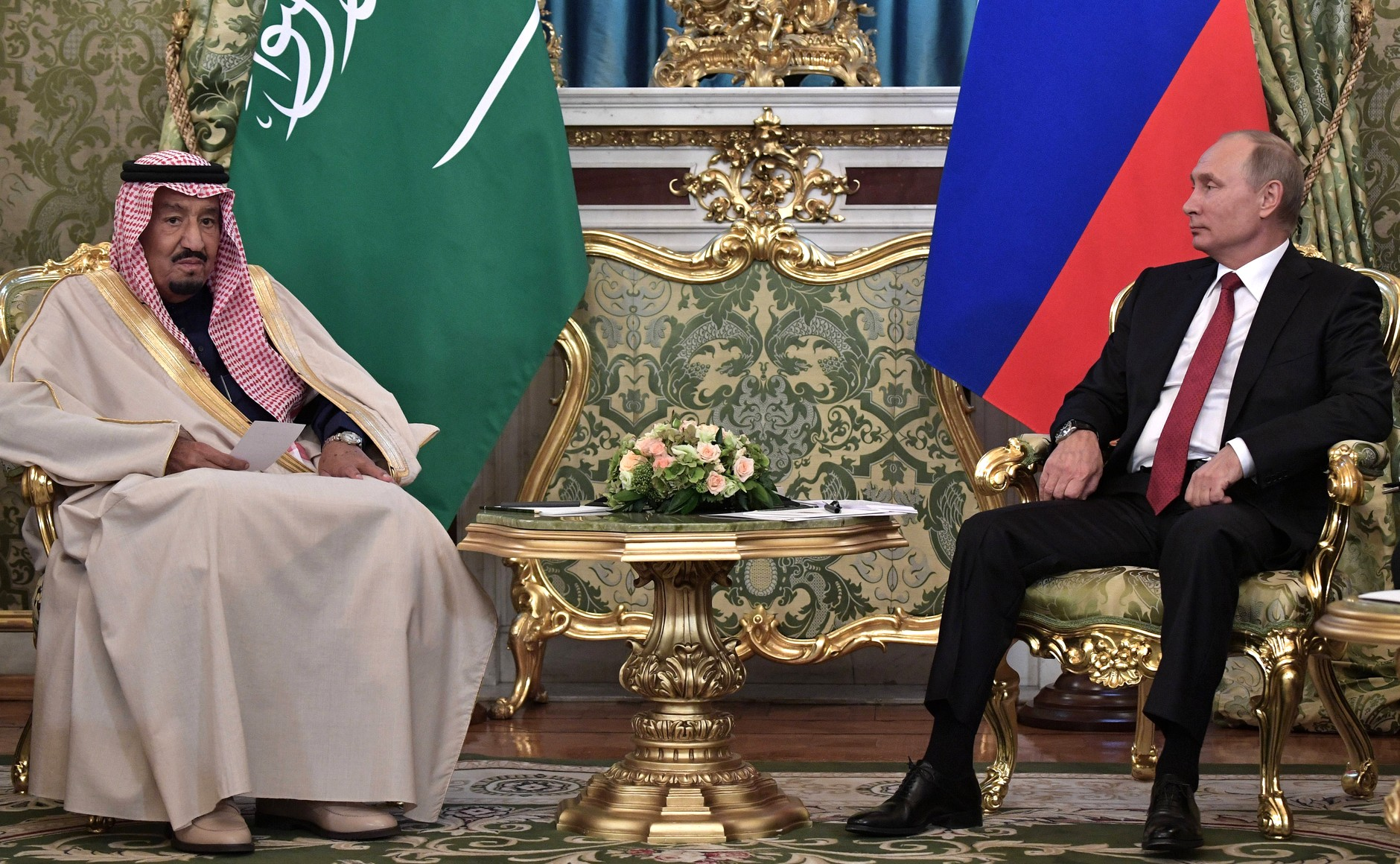
Salman bin Abdulaziz und Wladimir Putin (2017)

Die Sowjetunion war 1926 das erste Land, welches diplomatische Beziehungen zu Saudi-Arabien aufnahm. Nachdem die Sowjets versucht hatten, kommunistische Propaganda über ihre Hadsch-Pilger zu verbreiten, wurde 1932 den sowjetischen Muslimen inoffiziell verboten, die Hadsch zu verrichten. 1938 brachen die Saudis die Beziehungen zu der UdSSR ab, nachdem Stalin zwei mit König ibn Saud befreundete Diplomaten hatte hinrichten lassen. Die Saudis bevorzugten ein Bündnis mit den westlichen Staaten während des gesamten Kalten Krieges, weshalb das Verhältnis zu den Sowjets schlecht war. Besonders angespannt waren die Beziehungen ab 1979, während des sowjetisch-afghanischen Krieges, als Saudi-Arabien in enger Zusammenarbeit mit den Vereinigten Staaten die afghanischen Mudschaheddin unterstützte. Erst 1992, nach der Auflösung der Sowjetunion und der Gründung der Russischen Föderation, wurden die diplomatischen Beziehungen wieder aufgenommen. Trotz mangelnder Beziehungen durften von 1946 bis 1990 jährlich etwa 20 sowjetische Muslime an der Hadsch teilnehmen, bis die Liberalisierung Tausenden von russischen Muslimen die Teilnahme ermöglichte.
Nach 1990 waren die Beziehungen zuerst wenig intensiv. Sie wurden während des syrischen Bürgerkriegs belastet, da Russland und sein Verbündeter Iran die syrische Regierung und Präsident Baschar al-Assad unterstützten, während Saudi-Arabien zusammen mit Katar und der Türkei die Aufständischen unterstützte. Beide Länder kooperierten aber später bei der Unterstützung von Abdel Fatah al-Sisi in Ägypten und von Chalifa Haftar im Bürgerkrieg in Libyen. Im Januar 2020 berichtete Le Monde, dass Saudi-Arabien die Aktivitäten der Gruppe Wagner, einer russischen paramilitärischen Organisation, zur Unterstützung Haftars in Libyen mitfinanziert. Beide Länder kooperierten als wichtige Ölproduzenten im Rahmen von OPEC+ bei Abkommen zur Steuerung der globalen Produktionsmenge. Am 4. Oktober 2017 begann ein dreitägiger Besuch des Königs von Saudi-Arabien Salman bin Abdulaziz Al Saud in Russland, die erste offizielle Reise eines regierenden saudischen Monarchen nach Russland (oder in die UdSSR).

### Deutschland
Die Beziehungen beider Staaten gehen auf einen Freundschaftsvertrag zwischen dem Deutschen Reich und dem Königreich Hedschas im Jahr 1929 zurück. Die Bundesrepublik Deutschland nahm 1954 Beziehungen mit Saudi-Arabien auf. In den 1970er-Jahren wurden die wirtschaftlichen Beziehungen deutlich ausgebaut und zwischen 1980 und 1982 vergab Saudi-Arabien Kredite an Deutschland in Höhe von insgesamt 23 Milliarden Mark. Für Deutschland ist Saudi-Arabien der zweitwichtigste Handelspartner im arabischen Raum. Für Debatten in der deutschen Politik sorgten deutschen Waffenlieferungen an Saudi-Arabien. Nach der Ermordung von Jamal Khashoggi ließ die Bundesregierung 2018 die Waffenlieferungen an Saudi-Arabien einfrieren. 2024 wurden neue Lieferungen von Iris-T-Lenkflugkörpern und Eurofighter-Kampfjets an Saudi-Arabien genehmigt, womit der Lieferungsstopp endete.